# Pardosa gusarensis
Pardosa gusarensis là một loài nhện trong họ Lycosidae.
Loài này thuộc chi Pardosa. Pardosa gusarensis được Yuri M. Marusik, Guseinov & Koponen miêu tả năm 2003.